# Артемьев, Антон Олегович
Анто́н Оле́гович Арте́мьев (род. 21 декабря 1960 года в Ленинграде) — председатель Союза российских пивоваров. Президент ОАО «Пивоваренная компания „Балтика“» (2005—2011)
Выпускник (1983) географического факультета Ленинградского государственного университета (ныне СПбГУ) по специальности «океанолог». В 1983—1988 гг. научный сотрудник НИИ Арктики и Антарктики (ныне ААНИИ). В 1988 году защитил кандидатскую диссертацию по географии. Женат, имеет пять детей.
В 1989—1993 гг. преподаватель, затем декан факультета Санкт-Петербургского международного института менеджмента (ИМИСП). Обучался в Высшей школе народнохозяйственного управления (итал. Scuola Superiore di Direzione Aziendale) университета им. Луиджи Боккони (Милан, Италия) и англ. Henley Management College (ныне школа бизнеса Хенли, Великобритания).
В 1992—2000 возглавлял российский операционный отдел в консалтинговой компании Bossard Consultants (с 1998 года — Gemini Consulting).
В июне 2000 года назначен исполнительным вице-президентом скандинавского пивоваренного концерна Baltic Beverages Holding AB (Стокгольм, Швеция), которому принадлежит более 80 % ОАО «Пивоваренная компания „Балтика“».
С 1 января 2005 года — исполняющий обязанности президента ОАО «Пивоваренная компания „Балтика“»; официально назначен на пост президента этой компании 10 мая 2005 года.
В 2006 году Baltic Beverages Holding увеличил объём продаж по сравнению с 2005 годом на 14 %, или до 23,4 млн гектолитров (гкл). Чистые продажи BBH выросли на 21 %, или до $1,405 млрд. Операционная прибыль выросла на 37 %, и составила $318,7 млн. Операционная рентабельность выросла на 2,7 процентных пункта, с 20,0 % до 22,7 %.
5 апреля 2007 года Антон Олегович Артемьев избран председателем Союза российских пивоваров.
В рейтинге высших руководителей — 2010 газеты «Коммерсантъ» занял 10-е место в номинации «Производство потребительских товаров».
1 декабря 2011 года покинул пост директора компании «Балтика», но остался в совете директоров этой компании.